# Ostfriesische Zwerg-Möwe
Die Ostfriesische Zwerg-Möwe ist eine Zwerghuhn-Rasse, deren Heimatregion die ostfriesischen Inseln sind. Als Herauszüchter gelten L. Groen, Elisabeth Feen und E. Flemer in Aurich seit 1952. Sie ist eine vom Bund Deutscher Rassegeflügelzüchter anerkannte Hühnerrasse. Die Großform ist die Ostfriesische Möwe.

## Rassengeschichte
Deutsche Zwerge, große Ostfriesische Möwen und silberfarbige Zwerg-Italiener bildeten die Ausgangsstämme dieser Zwergrasse, die 1959 anerkannt wurde. Die Gold-Schwarzgeflockten kamen durch eine aus Holland eingeführten Henne bei H. Oncken, Engels, und bei Hildebrandt, Köln durch die Verwendung porzellanfarbiger Bantams und schwarze Deutsche Zwerghühner zu Stande. 1983 kam die Gold-Blaugeflockte, 1993 die Gelb-Weissgeflockte und 1995 die Silber-Blaugeflockte hinzu.

## Form und Kopf
Die Körperumrisse bilden ein längliches Viereck mit allseitiger Abrundung. Haltung und Rückenlinie sind fast waagerecht, die Schultern breit und die Flügel fest anliegend. Die Unterlinie ist durch die breite, tiefe Brust und den vollen Bauch „landhuhnförmig“. Hoch getragenes Schwanzgefieder, mittelhoch liegende Schenkel und Läufe sowie ein mittelgroßer Einfachkamm mit etwas freistehender Fahne sind weitere Kennzeichen dieser Rasse. Bei der Henne ist der Kamm im hinteren Teil zur Seite geneigt. Die Ohrscheiben sind glatt und weiß; beim Hahn sind die Augen rot, bei der Henne oft braun. Beim Hahn sind breite Sicheln zu erkennen.

## Farbenschläge
- Silber-Schwarzgeflockt[1]
- Silber-Blaugeflockt[1]
- Gold-Schwarzgeflockt[1]
- Gold-Blaugeflockt[1]
- Gelb-Weissgeflockt[1]

## Besonderheiten
Ostfriesische Zwerg-Möwe sind deutlich von Zwerg-Friesenhühnern zu unterscheiden, alleine schon durch das höhere Gewicht. Sie sind geeignet für raue Klimalagen, außerdem sind sie legefreudig, auch im Winter. Die Hennen zeichnen sich durch eine aparte Zeichnungsmuster aus.